# Ивана Зечевић
Ивана Зечевић (Београд, 22. децембар 1995) српска је глумица.

## Улоге

### Позоришне представе
| Наслов          | Улога  | Редитељ       | Позориште              | Премијера          |
| --------------- | ------ | ------------- | ---------------------- | ------------------ |
| Лепотица и звер | Џоклин | Милан Караџић | Позориште „Бошко Буха” | 29. децембар 2022. |
| Кућа            | Ћерка  | Воја Брајовић | Звездара театар        | 8. октобар 2023.   |

### Филмографија
| Год.   | Назив                     | Улога                      | Напомена                |
| ------ | ------------------------- | -------------------------- | ----------------------- |
| 2010-е |                           |                            |                         |
| 2014.  | Ничије дете               | девојка у обућарској радњи |                         |
| 2019.  |                           | девојка                    | кратки филм             |
| 2019.  | Група                     | Петра Милосављевић         | ТВ серија, главна улога |
| 2019.  |                           | —                          | кратки филм             |
| 2020-е |                           |                            |                         |
| 2020.  | Калуп                     | другарица                  | ТВ мини-серија, 1 еп.   |
| 2020.  | Матурско вече             | Нађа                       | кратки филм             |
| 2021.  | Александар од Југославије | Лепосава Павловић          | ТВ серија, 3 еп.        |
| 2021.  | Калкански кругови         | Миона Матић                | ТВ серија, главна улога |
| 2021.  | Александар од Југославије | Лепосава Павловић          |                         |
| 2021.  | Бранилац                  | Радица Јелашић             | ТВ серија, 1 еп.        |
| 2022.  |                           | девојка                    | кратки филм             |
| 2022.  | У клинчу                  | Вања Антонијевић           | ТВ серија, главна улога |
| 2023.  | Муње опет                 | Теа                        |                         |

### Спотови
- Ноћни програм — Бојана Вунтуришевић (2017)
- Од краја до кућног прага — ТХЦФ (2017)[6]
- Моја мала све разуме — Грзи, Струка, Кенди и Папа Јааз (2018)
- Шмекер — Ненад Павловић (2019)
- Шта је стид? — Група Визељ (2021)

## Награде и признања
- Награда Звезда у успону на 27. Сарајевском филмском фестивалу за улогу у серији Група[7]

## Додатни извори
- „TraLaLa - e09 - Ivana Zečević”. Dobar vajb. Јутјуб. 26. 9. 2019. Приступљено 1. 11. 2019.
- „Nova serija na RTS-u otkriva sve aktuelne probleme mladih u Srbiji! (video)”. nasiusvetu.com. 13. 10. 2019. Архивирано из оригинала 01. 11. 2019. г. Приступљено 1. 11. 2019.
- O., S. Ž. (19. 6. 2019). „Branka Katić prvi put glumi zlostavljanu ženu koja ubija muža u samoodbrani (foto)”. Телеграф. Приступљено 1. 11. 2019.
- „Čestitamo, Ivani Zečević koja je upisala Akademiju umetnosti, smer gluma!”. maska.rs. Приступљено 1. 11. 2019.
- „Ivana Zečević i Tanasije Ćakić – studenti I godine katedre Glume Akademije umetnosti u Beogradu voditelji i učesnici modnog hepeninga BAFE u SKC-u”. akademijaumetnosti.edu.rs.
- Бањанин, Јелена (30. 4. 2023). „И даље сам "Зврк": Ивана Зечевић о младима и серији "У клинчу", мистичном забрану и његовој чуварки у "Калканским круговима"...”. Вечерње новости. Приступљено 1. 5. 2023.